# 나즈미 메흐메티
나즈미 메흐메티(알바니아어: Nazmi Mehmeti, 1918년 ~ 1995년 )는 마케도니아 공화국, 뉴질랜드의 이슬람교 지도자이다.
마케도니아 공화국 고스티바르 인근에 위치한 레차네(Rečane) 마을에 거주하던 알바니아인 가문에서 태어났으며 청년 시절에는 레슬링 선수로 활동했다. 1948년에 공산주의 체제에 대한 반감을 갖게 되면서 발칸반도의 산악 지대를 거쳐 그리스로 이주했고 1951년에는 뉴질랜드로 이주했다. 1990년대 초반에 공산주의 체제의 종식과 함께 마케도니아 공화국으로 귀환했다.